# 乞伏屈眷
乞伏屈眷（?—?），西秦宗室，陇西鲜卑乞伏司繁的兒子，是西秦国王乞伏归的弟弟。
388年，乞伏归即位为大都督、大将军、大单于、河南王，并下令大赦，命他的堂弟乞伏轲弹为梁州牧，他的弟弟乞伏益州为秦州牧，乞伏屈眷为河州牧。